# واوفری
واوفری (به فرانسوی: Vaufrey) یک کمون در فرانسه است که در Canton of Saint-Hippolyte واقع شده‌است.

## خصوصیات
واوفری ۹٫۳۷ کیلومترمربع مساحت و ۱۴۳ نفر جمعیت دارد.